# 南巴尔内阿里奥
南巴尔内阿里奥是巴西圣卡塔琳娜州的一个市镇。总面积110.428平方公里，总人口7934人，人口密度71.8人/平方公里。